# 上田修一郎
上田 修一郎（うえだ しゅういちろう、1916年〈大正5年〉4月15日 - 1973年〈昭和48年〉5月11日）は、日本の戦史研究家、軍人。防衛大学校教授を歴任。戦中に軍事史と出会って以来研究し、近世を中心とした体系的な軍事思想書を執筆した。

## 生涯

### 若年期
高知県吾川郡春野村（現・高知市）出身。1936年（昭和11年）、高知高等学校文科乙類卒業後、東京大学文学部西洋史科に入学し、林健太郎が研究室の副手をしていたため、上田と親交をそれ以来持つ。1939年（昭和14年）、東京大学大学院に進学し、参謀本部の委嘱により大場弥平少将（但し当時は予備役になっていた）の指導を受ける。この頃から軍事史を研究し始め、軍務に服して陸軍少尉になる。戦後に文部省（現在の文部科学省）に勤務した。

### 防衛大学教授時代
1952年（昭和27年）、文部省より防衛庁に出向し、防衛大学校に勤務し人文教室で教え、防衛学教室で軍事史を教えていた佐藤徳田郎を親交を持った（上田が年上で軍事史の経歴も長く、佐藤に教えを与えていた側面もある）。
1960年（昭和35年）、大場弥平との共著『ナポレオン戦略』や1967年（昭和42年）には大場弥平共著『殲滅戦』及びスタンリー・ウォッシュバーンの『乃木大将』を翻訳した。1973年（昭和48年）、佐藤徳田郎『大陸国家と海洋国家の戦略』などの著作の出版に尽力するが、同年5月11日、十二指腸潰瘍と腎不全のため死去した。
没後の翌1974年（昭和49年）、『西欧近世軍事思想史』や『防大紀要』に投稿されていた原稿を集め、生前に上田自身が用意していたタイトルを用いて出版した。